# Rety
Rety è un comune francese di 2 092 abitanti situato nel dipartimento del Passo di Calais nella regione dell'Alta Francia.
Il territorio comunale è bagnato dalle acque del fiume Slack.

## Società

### Evoluzione demografica
Abitanti censiti
```
il rety è u posto molto importante non molto ampio situato a  sud della francia.
```

essendo molto piccolo non si vede nelle cartine quindi andate su immagini rety su google immagini